# Červený rybník
Červený rybník este o arie protejată (arie specială de conservare — SAC, sit de importanță comunitară — SCI) din Republica Cehă întinsă pe o suprafață de 3,73 ha, integral pe uscat.

## Localizare
Centrul sitului Červený rybník este situat la coordonatele 50°44′05″N 14°33′04″E / 50.734722°N 14.551111°E.

## Înființare
Situl Červený rybník a fost declarat sit de importanță comunitară în noiembrie 2009 pentru a proteja 1 specie de plante. Situl a fost protejat și ca arie specială de conservare în decembrie 2013.

## Biodiversitate
Situată în ecoregiunea continentală, aria protejată nu include niciun habitat protejat.
La baza desemnării sitului se află o specie protejată de  plante: Hamatocaulis vernicosus.